# Supay
Supay (auch Zupay) ist ein Dämon in der Mythologie der Inka. Supay war sowohl der Gott des Todes als auch der Herr der Unterwelt.

## Beschreibung

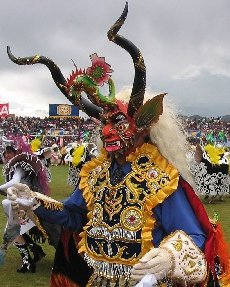
Darstellung Supays während des Festes zur Ehre der Jungfrau von Candelaria

Nach der Entdeckung Amerikas und der Eroberung Süd- und Mittelamerikas durch die Konquistadoren nutzten die katholischen Priester die Figur Supay als Darstellung des Teufels. Infolgedessen wurde der Supay oder indigener Teufel als Synkretismus verwendet.
Durch diese Vermischung wurde Supay von den Christen abgelehnt, aber von vielen Indigenen aus Furcht weiter verehrt. Er sollte durch Opfergaben gütig gestimmt werden und so davon abgehalten werden, Unheil über das Volk zu bringen.
Die erste schriftliche Erwähnung erfolgte 1560 durch den Dominikaner Domingo de Santo Tomás.
Die in Peru ansässigen Quechua bitten in einem jährlich stattfindenden Fest zu Ehren der Jungfrau von Candelaria um Schutz vor dem Unheil des Supay.
2018 drehte Sonja Ortiz in Peru den Kurzfilm Supay.